# 天津市滨海新区汉沽第一中学
天津市滨海新区汉沽第一中学，简称汉沽一中，位于天津市滨海新区汉沽街道文化街9号，始建于1946年，初名私立长芦中学，是以给蒋介石祝寿为名出资兴办，陈立夫题写了“私立长芦中学”的校匾。

## 历史沿革
1946年，汉沽地区盐业商人以给蒋介石祝寿为名出资兴办，由国民党宁河县党部书记刘会文出面筹办。学校建成后，由国大代表唐紫园专程去南京国民政府备案，并请陈立夫题写了“私立长芦中学”的校匾。
1948年底，解放军占领汉沽后，学校更名为河北省汉沽镇私立长芦中学。
1966年，文化大革命期间曾更名为“东方红一中”，自1972年起学校改为汉沽第一中学。